# Municipio de Waterloo (Ohio)
El municipio de Waterloo (en inglés: Waterloo Township) es un municipio ubicado en el condado de Athens en el estado estadounidense de Ohio. En el año 2010 tenía una población de 2562 habitantes y una densidad poblacional de 26,1 personas por km².

## Geografía
El municipio de Waterloo se encuentra ubicado en las coordenadas 39°20′9″N 82°13′39″O / 39.33583, -82.22750. Según la Oficina del Censo de los Estados Unidos, el municipio tiene una superficie total de 98.17 km², de la cual 97,72 km² corresponden a tierra firme y (0,46 %) 0,45 km² es agua.

## Demografía
Según el censo de 2010, había 2562 personas residiendo en el municipio de Waterloo. La densidad de población era de 26,1 hab./km². De los 2562 habitantes, el municipio de Waterloo estaba compuesto por el 97,62 % blancos, el 0,82 % eran afroamericanos, el 0,12 % eran amerindios, el 0,12 % eran asiáticos, el 0,23 % eran de otras razas y el 1,09 % eran de una mezcla de razas. Del total de la población el 0,62 % eran hispanos o latinos de cualquier raza.